# تيساف (تيساف)
تيساف هي إحدى مشيخات المملكة المغربية، تتبع جغرافيا لإقليم بولمان وإداريًا لتيساف. يقدر عدد سكانها بـ 4067 نسمة حسب الإحصاء الرسمي للسكان والسكنى لسنة 2004.